# Zhúkov (Kaluga)
Zhúkov (ruso: Жу́ков) es una ciudad rusa, capital del raión homónimo en la óblast de Kaluga.
En 2021, la ciudad tenía una población de 16 224 habitantes. En su territorio no hay pedanías.
Se ubica a orillas del río Ugodka, unos 10 km al sureste de Óbninsk sobre la carretera que lleva a Sérpujov pasando por Kremionki.

## Historia
En el siglo XVII, el boyardo Ilya Miloslavski fundó una pequeña siderurgia en los alrededores de la actual ciudad, que entonces pertenecían al uyezd de Obolensk. Posteriormente pasó al uyezd de Maloyaroslávets, formándose un pueblo que a mediados del siglo XIX tenía casi mil habitantes, denominado "Fábrica del río Ugodka" (Ugodski Zavod, Угодский Завод). En 1929, la Unión Soviética le dio el estatus de capital distrital.
En 1974, el pueblo adoptó el topónimo de "Zhúkovo" (Жуково), en referencia a Gueorgui Zhúkov, líder militar de la Segunda Guerra Mundial recién fallecido, que había nacido en Strelkovka, una pequeña aldea ubicada a 5 km y actualmente casi despoblada. La actual ciudad de Zhúkov fue fundada en 1996 mediante la fusión del pueblo de Zhúkovo con el vecino posiólok de Protva. Desde la segunda mitad del siglo XX, el lugar se ha desarrollado notablemente como área periférica de Óbninsk.